# Jan Červinka (politik)
Jan Červinka (10. listopadu 1924 – ???) byl český a československý politik Komunistické strany Československa, poúnorový poslanec Národního shromáždění ČSSR a poslanec Sněmovny lidu a Sněmovny národů Federálního shromáždění a České národní rady za normalizace.

## Biografie
Po volbách roku 1960 byl zvolen za KSČ do Národního shromáždění ČSSR za Severomoravský kraj. Mandát nabyl až dodatečně v červenci 1963 po doplňovacích volbách poté, co zemřela poslankyně Anežka Hodinová-Spurná. Křeslo poslance obhájil ve volbách v roce 1964. V Národním shromáždění zasedal až do konce jeho funkčního období v roce 1968.
K roku 1963 se uvádí profesně jako předseda JZD v obci Loštice, vyznamenaný jako vynikající pracovník socialistického zemědělství. Toto JZD vedl již po jeho ustavení v roce 1950 z rozhodnutí Okresní družstevní rady v Zábřehu. Ve funkci předsedy JZD se uvádí i roku 1968 (pocházel ze Zábřehu).
Po federalizaci Československa usedl roku 1969 do Sněmovny lidu Federálního shromáždění (volební obvod Zábřeh), kde setrval do konce volebního období, tedy do voleb roku 1971. Ve volbách roku 1971 přešel do Sněmovny národů Federálního shromáždění a zde setrval do konce funkčního období, tedy do voleb roku 1976. Ve volbách v roce 1976 se stal poslancem České národní rady, v níž zasedal až do konce funkčního období, tedy do voleb v roce 1981.